# Bakkersstraat (Amsterdam)

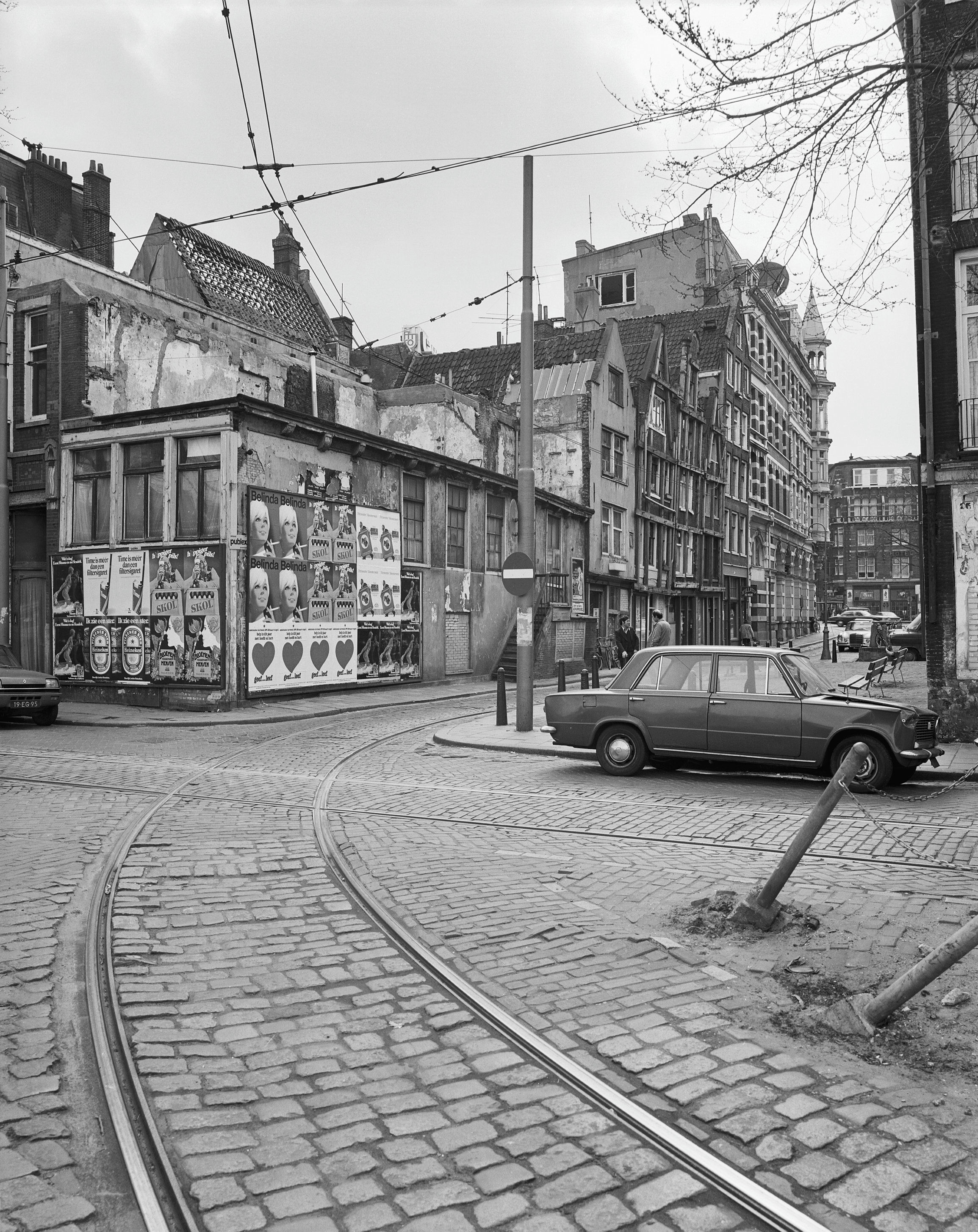
De Bakkersstraat gezien vanaf de Amstel in april 1976

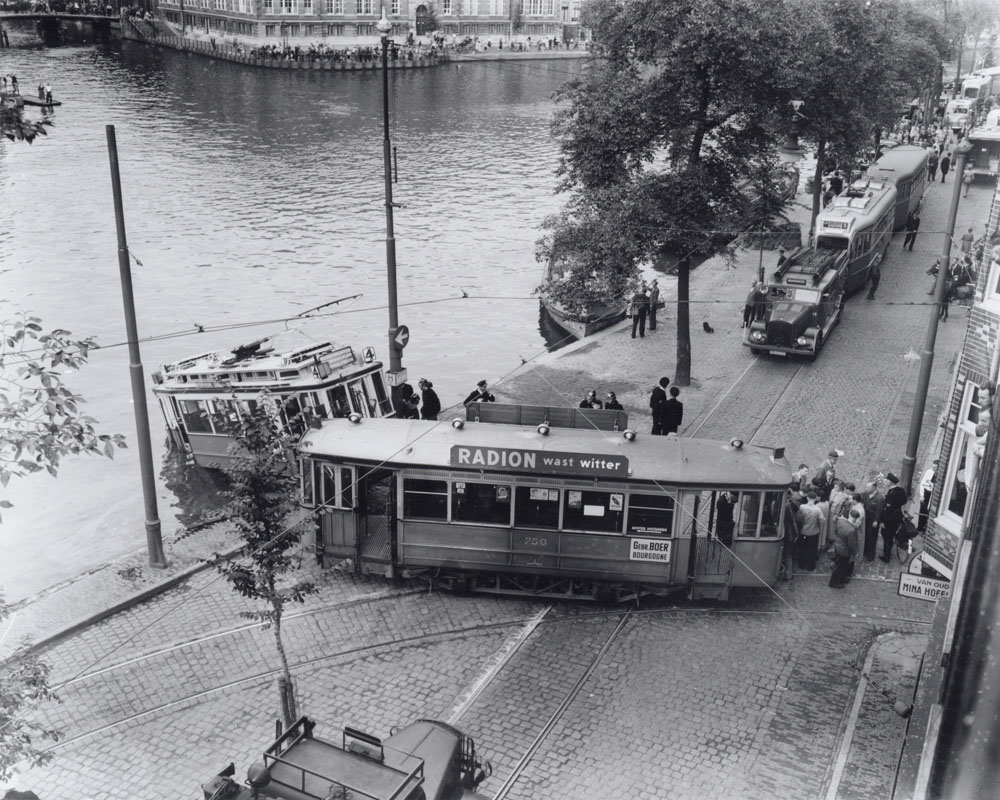
Tramlijn 4 rijdt de Amstel in (september 1950)

De Bakkersstraat is een relatief korte straat in Amsterdam-Centrum.  De naam van de straat kwam al in 1604 voor en verwijst naar een "backhuis" dat hier van 1595 tot 1603 stond. Onder meer de scheepsbeschuit voor de Compagnie van Verre, de latere Verenigde Oost-Indische Compagnie, werd er gebakken.

## Ligging en geschiedenis
Ze begint aan de Amstel en loopt door tot aan het Rembrandtplein. De Utrechtsestraat ligt in het verlengde van de Bakkersstraat, maar dan aan de overzijde van het plein. De straat wordt als Backers Straet genoemd op de stadsplattegrond, die Balthasar Florisz. van Berckenrode rond 1625 tekende. Die kaart vermeldde voorts nog een Backers dwars-straet, een straatje tussen de Bakkersstraat en de Balk in 't oogsteeg. Gerrit de Broen noemde de straat op zijn kaart uit 1737 al Bakkersstraat.
De moderne geschiedenis laat zien, dat er rond 1884 een eerste (paarden)tram door de straat komt te rijden. Vanwege de smalte van de straat werd de straat eenrichtingsverkeer (richting Amstel). In de tweede helft van de 20e eeuw kwam voor de verkrotte panden de slopershamer in beeld; de tram vertrok in 1985 uit de straat en de straat werd – juist nu zij enigszins verbreed was – tot voetgangersgebied verklaard. De straat maakt vanaf dan deel uit van het voetgangersgebied van het Rembrandtplein. Er kwamen in het midden plantenbakken en een fietsenstalling. Er bevindt zich één restaurant en een tiental woningen in de straat waar het grootste deel van het jaar ook op een gedeelte van de straat ook een terras aanwezig is.

## Gebouwen
In de 21e eeuw kent de Bakkersstraat even huisnummers oplopend van 4 tot en met 16. Oneven huisnummers lopen van 1 tot en met 17 (11 ontbreekt) en huisnummer 23, dat gedeeld wordt met huisnummer 27 aan het Rembrandtplein. Er staan ook zijgevels van gebouwen aan de Amstel in de Bakkersstraat. Eind jaren zestig vond een sanering van de westzijde plaats waarbij Maup Caransa in 1969 het Caransa Hotel (tegenwoordig NH Caransa) liet bouwen op de plaats waar van 1902 tot 1943 het Rembrandttheater stond. Het Gouden Hoofd, eveneens een hotel verdween daarbij. Caransa had ook het idee een luchtbrug over de Bakkersstraat te laten bouwen, maar zag daar later weer van af. Aan de westzijde verscheen een breed trottoir naast de trambaan dat kwam op de plaats van de afgebroken huizen. Begin jaren zeventig vond ook een sanering van de oostzijde plaats waarbij het karakter van de oorspronkelijk zo karakteristieke smalle straat totaal veranderd was.
De straat kent zelf vijf rijksmonumenten:
- Bakkersstraat 1 met 13A en B
- Bakkersstraat 3 met 13A en B
- Bakkersstraat 5 met 13A en B
- Bakkersstraat 7 met 13A en B en 15
- Bakkersstraat 9 met 13A en B en 17

Voorts zijn de hoekgebouwen aan de Amstel (Amstel 112/Bakkersstraat 4-12 en Amstel 116) rijksmonumenten.

## Openbaar vervoer
In vroeger tijden reed tram 11 door de straat. Sinds 1948 reed tram 4 vanuit de Utrechtsestraat door de straat, waarbij de straat zo smal was dat een tram de gehele straat in beslag nam en daarmee de smalste straat met een tram in Amsterdam was. Tussen 1961 en 1965 reed ook spitstram 5 door de straat. In 1976 en 1977 reed tijdens werkzaamheden op de zuidkade van de Binnenamstel ook tram 9 vanuit de Amstelstraat tijdelijk door de straat. In 1984 en 1985 vond een reconstructie van de tramsporen plaats waarbij door de tram voortaan in twee richtingen door de Reguliersbreestraat en Amstelstraat werd gereden en het tramspoor in de Bakkersstraat en op de Amstel verdween.
De bocht van de trambaan van de Bakkersstraat naar de Amstel was te krap om op een normale manier te worden genomen. Daarom kruiste de baan eerst het spoor op de Amstel en om zich vervolgens via een extra boog op dat spoor aan te sluiten. De boog was beschermd met paaltjes met ketting. Op 6 september 1950 ging het echter toch mis en kon een tramstel van lijn 4 komende uit de Bakkersstraat niet tijdig remmen waardoor de kop van de motorwagen in de Amstel dook.